# Дойников, Борис Семёнович
Борис Семёнович Дойников (12.12.1879 — 25.11.1948) — советский невропатолог и нейрогистолог, военный врач, генерал-майор медицинской службы. Академик АМН СССР (1944). Заслуженный деятель науки РСФСР (1940).

## Биография
Родился в Санкт-Петербурге в семье врача. Окончил гимназию (1897) и Военно-медицинскую академию (1902).
Служил в российской армии войсковым врачом. Участвовал в русско-японской войне (1904—1905) в качестве младшего врача полка. В 1908—1914 годах врач клиники нервных болезней в Берлине. Участник Первой мировой войны.
В РККА с 1918 года. В 1919—1936 годах — врач клиники Военно-медицинской академии. В 1936—1948 годах начальник кафедры нервных болезней ВМА, в последний год жизни — профессор-консультант.
Воинские звания: бригврач (11.04.1938), генерал-майор медицинской службы (01.02.1943).
Умер 25 ноября 1948 года в Ленинграде после тяжелой и продолжительной болезни, похоронен на Богословском кладбище.
Награды
Заслуженный деятель науки РСФСР (1940).
Награждён орденами Ленина, Красного Знамени, Трудового Красного Знамени, Красной Звезды, медалями «За победу над Германией», «20 лет РККА».
Сочинения
Избранные труды по нейроморфологии и невропатологии, М., 1955.